# Амбарцумян, Рафаэль Ервандович
Рафаэль (Рафик) Ервандович Амбарцумян (арм. Ռաֆայել Երվանդի Համբարձումյան; 27 августа 1926, Эривань — 26 февраля 1981, Москва) — советский скульптор. Работал в станковой и монументальной скульптуре. Автор памятника Я. М. Свердлову в Москве.

## Биография
Рафаэль Амбарцумян родился в Ереване 27 августа 1926 года. В 1941—1943 годах учился в Республиканском художественном училище в Ереване. В 1947—1953 годах учился в Ереванском художественно-театральном институте у А. М. Сарксяна. Выполнил дипломную работу «Генерал И. X. Баграмян» (гипс).
В 1954 году переехал в Москву. Вступил в Союз художников СССР. С 1955 года принимал участие в художественных выставках. Участвовал в зарубежных выставках в Софии, Бухаресте, Брюсселе, Праге, Париже, Варшаве, а также в ОАР, Новой Зеландии и Венгрии. Его работы удостоены ряда медалей и дипломов международных выставок. Композиция Амбарцумяна «Девушка с кувшином» была приобретена Государственной Третьяковской галереей. Его скульптуры также экспонировались в музеях и художественных галереях Еревана, Алма-Аты, Петрозаводска, Волгограда.
Умер в Москве 26 февраля 1981 года.

## Работы

Памятник Свердлову в Москве

- «Рыбак» (бронза, 1952, Национальная галерея Армении)[3]
- «Портрет девушки» (мрамор, 1954)[3]
- «Турчанка» («В чадре», бронза, 1956)[3]
- Серия «Ануш» (бронза, гипс, 1955—1957)[3]
- «Курдянки» (терракота, 1962)[3]
- «В садах Армении» (кованая медь, 1962)[3]
- «В бассейне» (кованый алюминий, 1963)[3]
- Памятник Я. М. Свердлову (бронза, 1978, парк Музеон в Москве)[5]